# Levéljárófélék
A levéljárófélék (Jacanidae) a madarak osztályának lilealakúak (Charadriiformes) rendjébe tartozó család.

## Előfordulásuk
Édesvizek úszónövényzettel borított felületén élnek.

## Megjelenésük
Kis testű, hosszú csüdű, megnyúlt ujjú vízimadarak.

## Életmódjuk
A leveleken sétálva szerzik táplálékukat, rovarokat és csigákat.

## Szaporodásuk
A tojásokon csak a hím kotlik és a fiókákat is egyedül neveli.

## Rendszerezés
A család az alábbi 6 nem és 8 faj tartozik:
- Hydrophasianus (Wagler, 1832) – 1 faj
  - fácánfarkú levéljáró (Hydrophasianus chirurgus)

- Jacana (Brisson, 1760) – 2 faj
  - északi jasszána vagy sárgahomlokú jasszána (Jacana spinosa)
  - jasszána (Jacana jacana)

- Actophilornis (Oberholser, 1925) – 2 faj
  - afrikai levéljáró (Actophilornis africana)
  - madagaszkári levéljáró (Actophilornis albinucha)

- Metopidius (Wagler, 1832 – 1 faj
  - indiai levéljáró (Metopidius indicus)

- Microparra (Cabanis, 1877) – 1 faj
  - törpelevéljáró (Microparra capensis)

- Irediparra (Mathews, 1911) – 1 faj
  - fésűsujjú levéljáró (Irediparra gallinacea)

## Képek

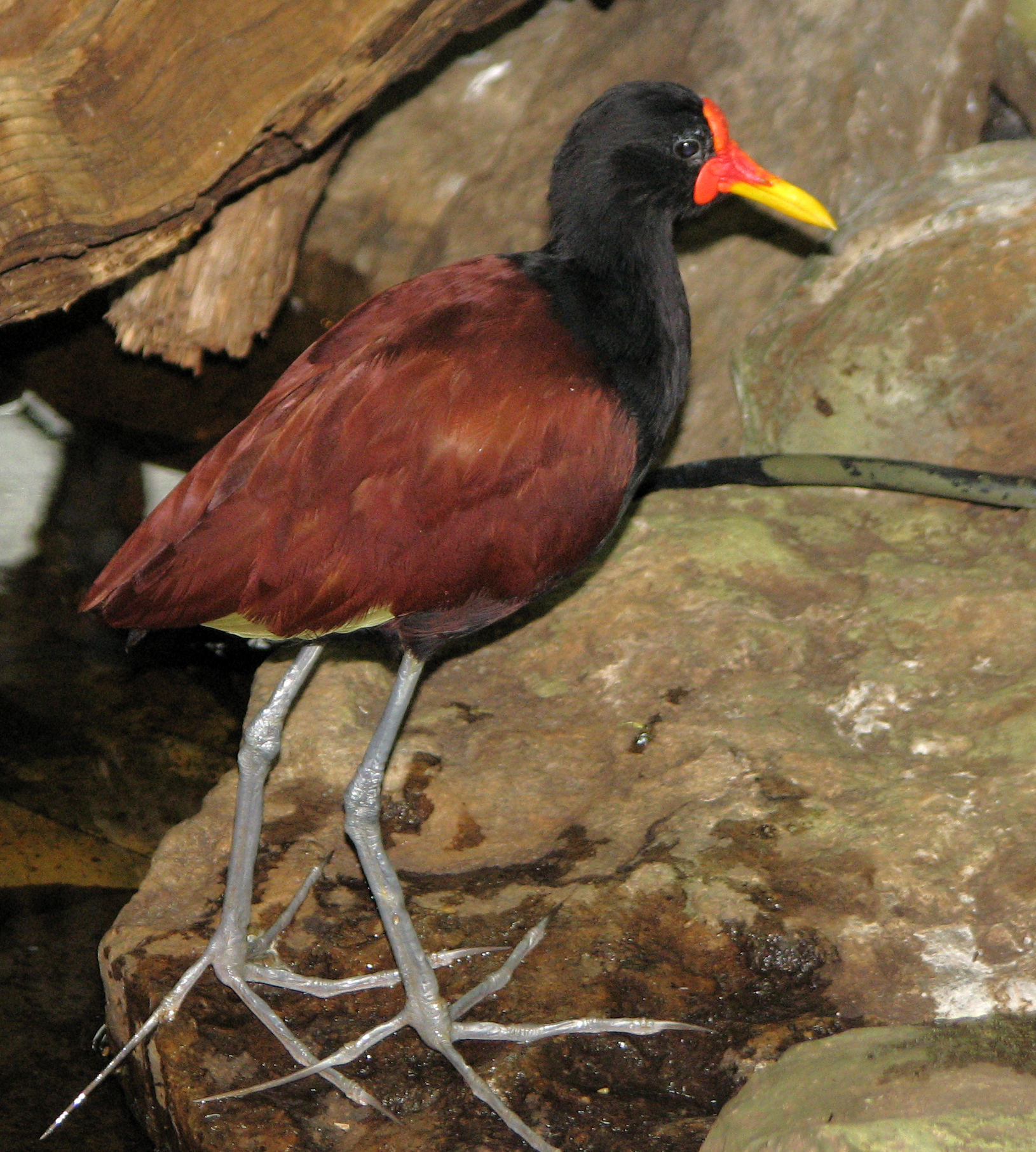
Jasszána (Jacana jacana)
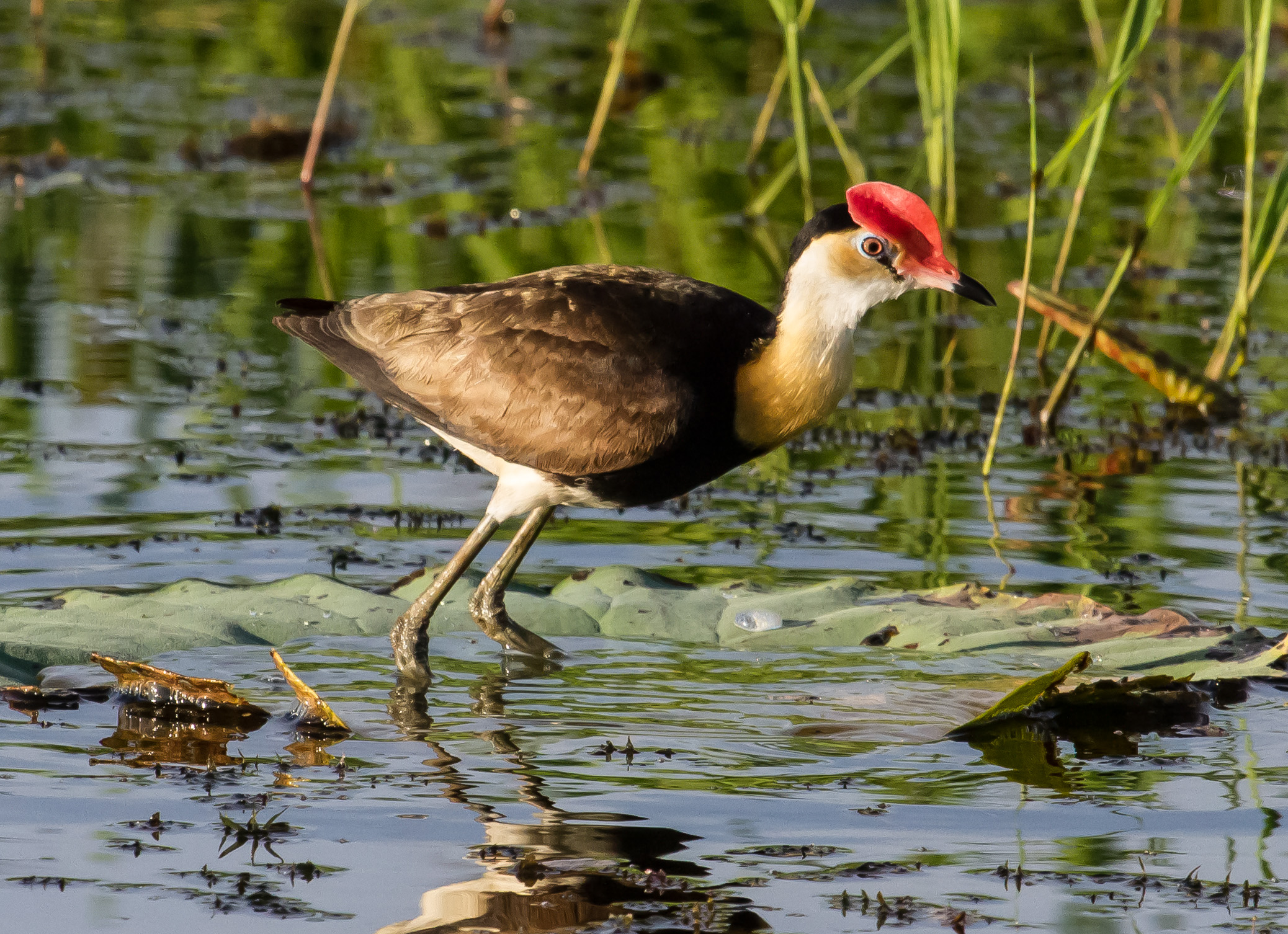
Fésűsujjú levéljáró (Irediparra gallinacea)
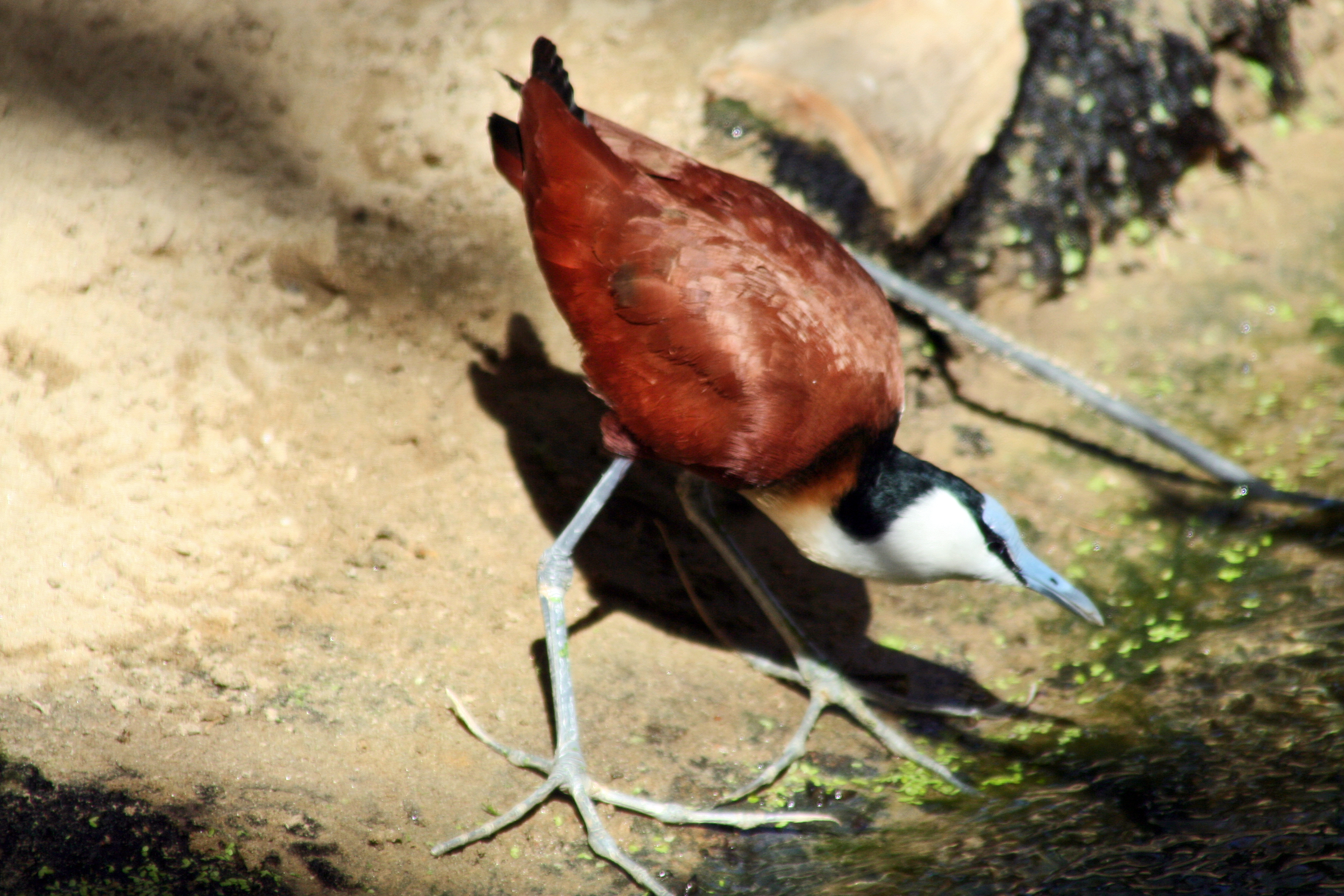
Afrikai levéljáró (Actophilornis africana)